# 乔治·伦纳德·斯当东

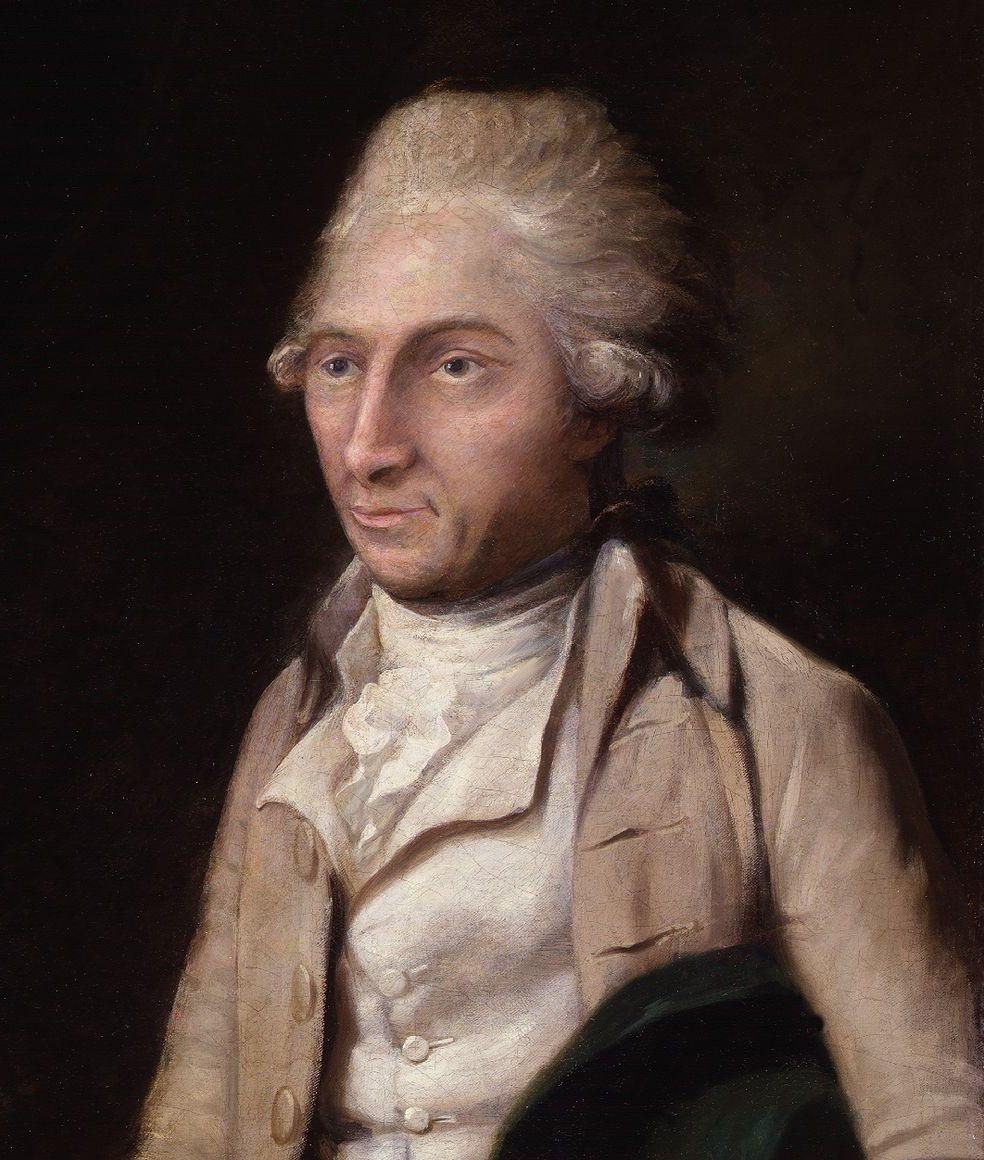
乔治·伦纳德·斯当东，第一代斯当东从男爵

乔治·伦纳德·斯当东，第一代斯当东从男爵，FRS（1737年4月10日—1801年1月14日），英国探险家、植物学家，受雇于不列颠东印度公司。
出生在爱尔兰的戈尔韦。后在法国图卢兹的耶稣会学校就读，并于1758年获得医学士的学位。后就读于法国蒙彼利埃医药学校。1790年获得牛津大学民法学博士学位。
斯当东最早在西印度群岛担任内科医生，但后来转行从事法律，并于1779年当选格林纳达司法长官。1784年，斯当东与其在西印度群岛第一位结交的好友乔治·马戛尔尼一起前往马德拉斯，同蒂普苏丹缔结和约。因为这个功绩，斯当东于1785年10月31日获得从男爵的爵位。
1787年2月，入选英国皇家学会院士。
1793年，斯当东成为英国访华使团的副使（正使为乔治·马戛尔尼），以庆贺清朝乾隆帝八十大寿为名出使中国，要求中国开放通商口岸。斯当东将沿途的所见所闻详细记载下来，写成《英使谒见乾隆纪实》（An Authentic Account of an Embassy from the King of Great Britain to the Emperor of China）一书。该书以一个西方人的视角看盛世时期的清朝，是研究清朝中期历史的重要史料。
1801年1月14日，斯当东在其位于伦敦德文郡路17号住宅中逝世。葬于西敏寺。其从男爵爵位由独子乔治·托马斯·斯当东继承。